# منصورآباد (شیراز)
منصورآباد (شیراز)، در گذشته روستایی از توابع کلانشهر شیراز بوده است.
این روستا هم اکنون تحت عنوان شهرک منصور آباد جزو شهرداری منطقه ۶ شیراز است.

## جمعیت
این شهرک در دهستان دراک قرار داشته است و براساس سرشماری مرکز آمار ایران در سال ۱۳۸۵، جمعیت آن ۹۶۱ نفر (۲۵۲خانوار) بوده‌است.

## نگارخانه

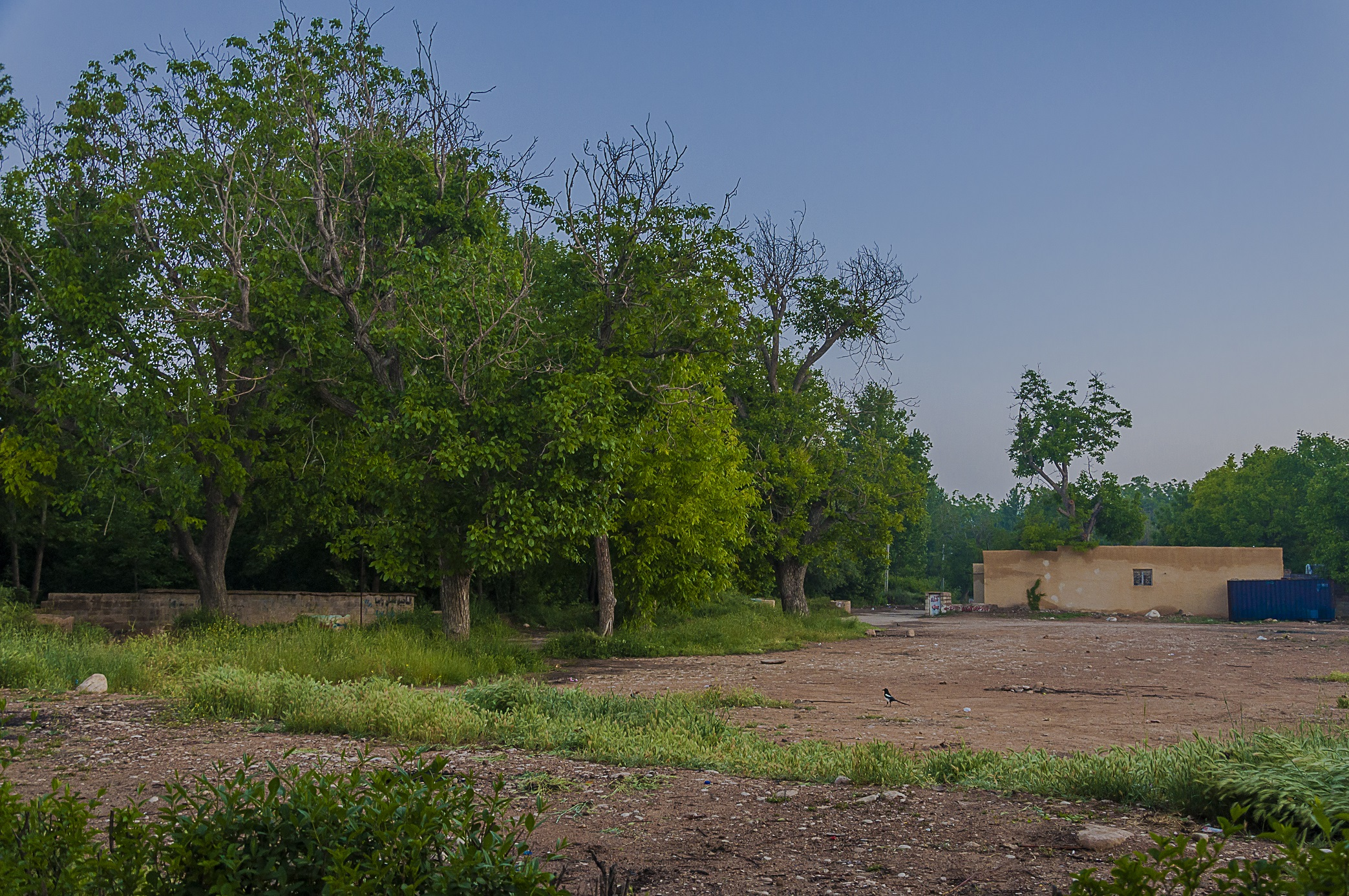
ابتدای باغ های منصورآباد